# Wehrbeauftragter des deutschen Bundestages

Le Commissaire parlementaire aux forces armées (en allemand : Wehrbeauftragter des deutschen Bundestages) est un collaborateur du Bundestag, le parlement allemand, qui fait le relais entre l'armée et le parlement. 
Afin que le Bundestag puisse exercer réellement le contrôle qui lui échoit sur la Bundeswehr, le commissaire parlementaire est chargé de l'inspection du commandement interne (Innere Führung) et du respect des droits de l'homme au sein des troupes. Tout soldat peut s'adresser à lui directement par courrier sans passer par la hiérarchie s'il s'estime lésé dans ses droits fondamentaux. Le commissaire enquête sur ces requêtes. Il a le droit d'inspecter tout lieu qui dépend de l'armée et ce sans annoncer sa venue, il doit dans tous les cas être autorisé à pratiquer son inspection. Il remet chaque année un rapport sur ses activités au parlement.
Ce poste a été créé en 1956 par une loi constitutionnelle. Le commissaire parlementaire aux forces armées n'est pas un parlementaire, ni un fonctionnaire. Il occupe temporairement un emploi public assimilable à une fonction de haut fonctionnaire. Il est élu à bulletin secret  par le Bundestag à la majorité de ses membres et nommé pour cinq ans par le président du Bundestag (une législature dure quatre ans). Les propositions de candidature peuvent émaner de la commission de défense et des groupes parlementaires du Bundestag.
Depuis 2015, le Commissaire parlementaire est Hans-Peter Bartels (en).